# مرکودل
شهر مرکودل (به فرانسوی: Maarkedal) در شهرستان اودنرد  در استان فلاندری شرقی  در منطقه فلاندری در کشور بلژیک واقع شده‌است.